# Luftschutzpolizei
Luftschutzpolizei (abreviado, LSP) (Policía de Protección de Ataque Aéreo) fue la organización local de defensa civil en la Alemania nazi.

## Creación
LSP era el servicio de protección civil encargado de rescatar a las víctimas de los bombardeos en relación con el Technische Nothilfe (Servicio Técnico de Emergencia) y el Feuerschutzpolizei (departamentos de bomberos profesionales). Creado como el Servicio de Seguridad y Asistencia (Sicherheits und Hilfsdienst, SHD) en 1935, pasó a llamarse "Luftschutzpolizei" en abril de 1942, cuando fue transferido de los auspicios del Ministerio de Aviación a la Ordnungspolizei. La transferencia tuvo lugar como parte de la reorganización de la defensa civil alemana causada por las fuertes bajas sufridas por los bombardeos aliados de objetivos civiles. El SHD local fue transferido a la Ordnungspolizei como Luftschutzpolizei. Las columnas de reserva móviles fueron transferidas a la Luftwaffe, como batallones de rescate motorizados, y se expandieron enormemente.

## Organización
El LSP pertenecía a la Policía Técnica Auxiliar junto con el Servicio Técnico de Emergencia y los departamentos de bomberos voluntarios. Estaba subordinado al comandante local de la defensa civil (el comisionado local de la policía estatal o municipal), y bajo el liderazgo directo del comandante local de la policía de protección (Kommandeuer der Schutzpolizei), quien ejercía el mando táctico durante las operaciones de protección contra ataques aéreos. En Hauptamt Ordnungspolizei, los asuntos de defensa civil fueron gestionados por la Inspección de Protección Antiaérea y la Policía de Protección Antiaérea.
El LSP contenía los siguientes servicios:
- Servicio de lucha contra incendios y descontaminación (FE)
- Servicios de reparación, demolición y rescate (I)
- Servicio médico y de primeros auxilios (S)
- Servicio de primeros auxilios veterinarios (V)
- Escuadrones técnicos especializados (H)

El LSP se organizó en Abteilungen (batallones), Bereitschaften (compañías), Züge (pelotones), Gruppen (escuadrones) y Trupps (equipos).
El LSP en Hamburgo, tenía en 1943 9.300 miembros, organizados de la siguiente manera:
- 30 compañías F
- 18 pelotones F (agua)
- 8 parques de descontaminación
- 18 compañías I
- 13 parques I
- 13 compañías S
- 72 centros médicos de ataque aéreo
- 3 depósitos de suministros médicos
- 7 centros de ataque aéreo veterinario
- 5 compañías H.

## Material bélico

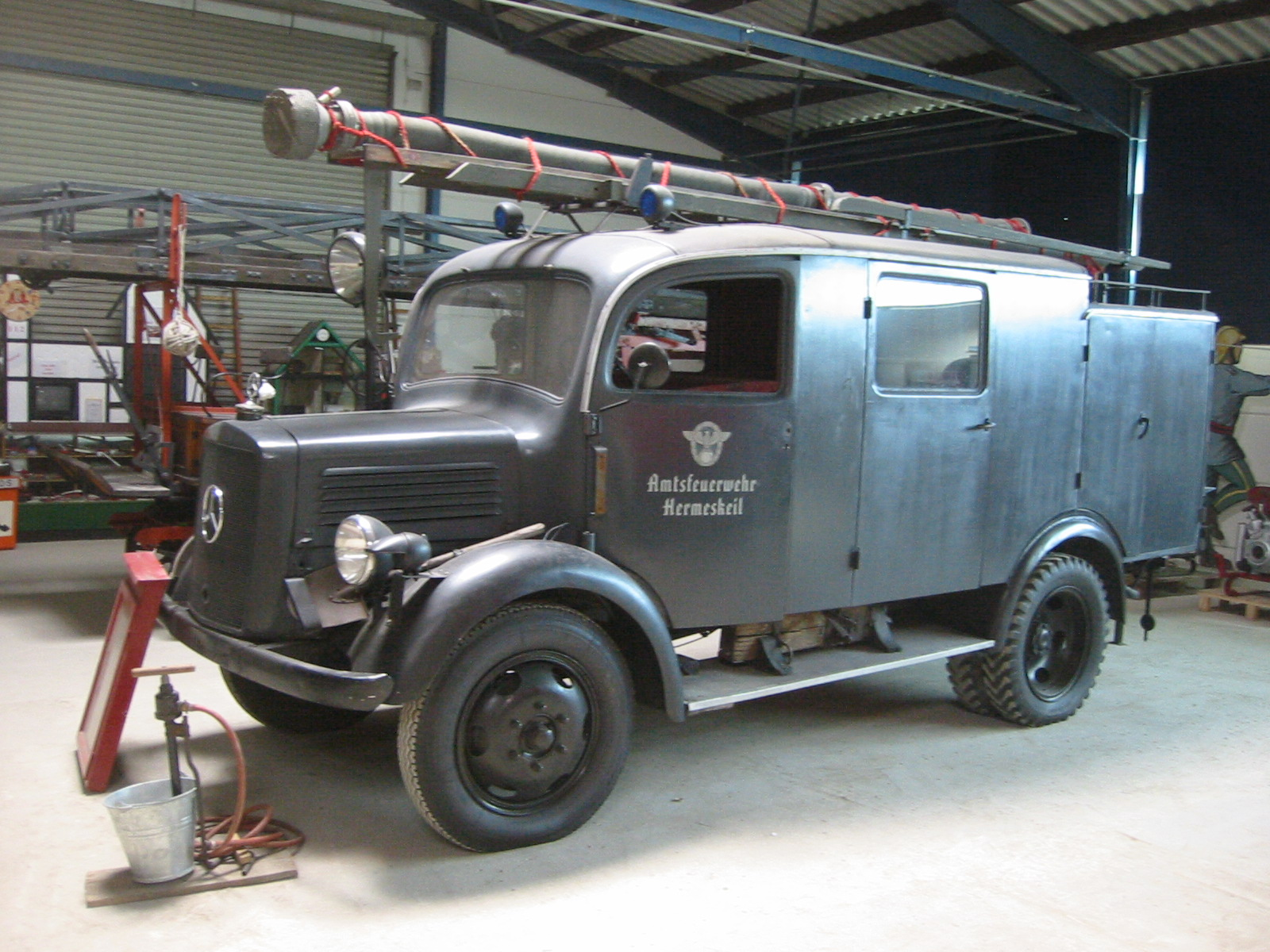
Un camión de bomberos LF-8 de un departamento de bomberos voluntarios en tiempos de guerra librea gris azulada. Los vehículos del LSP eran del mismo color, más tarde en gris oscuro opaco.

Según la tabla de equipos, una empresa de combate contra incendios estaba equipada con los siguientes vehículos. En realidad, este estándar no siempre se pudo mantener.
- 2 Camiones de bomberos LF-25 con una capacidad de 2.500 litros de agua por minuto.
- 2 Camiones de bomberos LF-15 con una capacidad de 1.500 litros de agua por minuto.
- 2 Camiones de bomberos LF-8 con una capacidad de 800 litros de agua por minuto.
- 1 vehículo de manguera
- 1 camión escalera, grande

## Personal
El personal estaba formado por hombres mayores de edad de reclutamiento, reclutados en el servicio de defensa civil a tiempo completo. Fuentes de inteligencia aliadas creían que la edad promedio era de 45 años. Las necesidades de mano de obra de la Wehrmacht, la industria y la economía tenían prioridad sobre el LSP. Como resultado, solo el 70% de las palanquillas en la tabla de organización podrían llenarse. Muchos de los hombres tenían una resistencia física cuestionable. Como miembros del LSP, también eran miembros de la policía de reserva. Los oficiales del LSP fueron entrenados en la Academia de Policía para las tácticas de protección contra ataques aéreos, en Berlín-Schöneberg. Mientras vestían uniforme o cumplían un deber oficial, estaban sujetos a la jurisdicción especial de las SS y la policía.

## Rangos
| Antiguas filas en el SHD                    | Rangos en la Luftschutzpolizei en 1942 | Rangos en la Luftschutzpolizei en 1942 | Rangos en la Luftschutzpolizei en 1943 | Rangos equivalentes en el Ejército Británico |
| ------------------------------------------- | -------------------------------------- | -------------------------------------- | -------------------------------------- | -------------------------------------------- |
| SHD-Mann                                    | LS-Mann                                |                                        | Anwärter d. LS-Pol                     | Privado                                      |
| SHD-Mann                                    | LS-Mann                                | Unterwachtmeister d. LS-Pol            | Sénior privado                         |                                              |
| SHD-Truppführer                             | LS-Truppführer                         |                                        | Rottwachtmeister d. LS-Pol             | Soldado de Primera                           |
| SHD-Gruppenführer                           | LS-Gruppenführer                       |                                        | Wachtmeister d. LS-Pol                 | Corporal                                     |
| SHD-Gruppenführer                           | LS-Gruppenführer                       | Oberwachtmeister d. LS-Pol             | Sargento                               |                                              |
| SHD-Hauptgruppenführer                      | LS-Hauptgruppenführer                  |                                        | Zugwachtmeister d. LS-Pol              | Sargento del Estado Mayor                    |
| SHD-Stabsgruppenführer                      | LS-Stabsgruppenführer                  |                                        | Hauptwachtmeister d. LS-Pol            | Sargento Mayor                               |
| –                                           | –                                      | –                                      | Meister d. LS-Pol                      | Sargento Mayor                               |
| SHD-Zugführer                               |                                        |                                        | Zugführer d. LS-Pol                    | Segundo Teniente                             |
| SHD-Oberzugführer                           |                                        |                                        | Oberzugführer d. LS-Pol                | Primer Teniente                              |
| SHD-Bereitschaftsführer                     |                                        |                                        | Bereitschaftsführer d. LS-Pol          | Capitán                                      |
| SHD-Abteilungsführer                        |                                        |                                        | Abteilungsführer d. LS-Pol             | Major                                        |
| SHD-Abteilungsführer mit besonderem Auftrag |                                        |                                        | Oberabteilungsführer d. LS-Pol         | Coronel                                      |